# 亚历克西丝·赖特
亚历克西丝·赖特，FAHA（Alexis Wright，1950年11月25日—），澳大利亚原住民作家。作品有小说《卡彭塔利亚湾》、《地平线上的奥德赛》、《天鹅书》等，另外还著有一些非虚构作品。她曾数度获迈尔斯·富兰克林奖。

## 文学生涯
赖特的第二部小说《卡彭塔利亚湾》花了两年时间构思，六年多时间写作。在2006年独立出版商Giramondo出版之前，它被澳大利亚所有主要出版商拒绝。它在2007年6月获得了迈尔斯·富兰克林奖，同年获昆士兰州长文学奖虚构图书奖、ALS金奖和万斯·帕尔默小说奖。
2013年，赖特的第三部小说《天鹅书》出版。这本书深入探讨了澳大利亚土著人民面临的文化和种族政治挑战。它入围了2014年维多利亚州州长土著写作文学奖。
2023年，赖特推出了长篇小说新作《可嘉》，获虚构图书奖、詹姆斯·泰特·布莱克奖，次年获斯泰拉奖。